# Individualni partnerski program
Individualni partnerski program (angleško Individual Partnership Program; kratica: IPP) je naziv programa, preko katerega zveza NATO sklepe individualne pogodbe z ostalimi državami. To vključuje vojaško pomoč (v denarju, opremi ali znanju), sistem skupne obrambe,...